# Lichanura
Lichanura – rodzaj węży z podrodziny Charininae w rodzinie dusicielowatych (Boidae).

## Zasięg występowania
Rodzaj obejmuje gatunki występujące w Stanach Zjednoczonych i Meksyku. 

## Systematyka

### Etymologia
Lichanura: gr. λιχανος likhanos „palec wskazujący”, od λειχω leikhō „lizać, wylizać”; ουρα oura „ogon”.

### Podział systematyczny
Do rodzaju należą następujące gatunki: 
- Lichanura orcutti
- Lichanura trivirgata – lichanura trójpasiasta[6]